# Lopatni, Ripkî
Lopatni (în ucraineană Лопатні) este un sat în așezarea urbană Radul din raionul Ripkî, regiunea Cernihiv, Ucraina.

## Demografie
Componența lingvistică a localității Lopatni
     Ucraineană (94,8%)
     Rusă (3,6%)
     Belarusă (1,6%)
Conform recensământului din 2001, majoritatea populației localității Lopatni era vorbitoare de ucraineană (94,8%), existând în minoritate și vorbitori de rusă (3,6%) și belarusă (1,6%).